# 岩見川 (秋田県)
岩見川（いわみがわ）は、秋田県秋田市を流れる河川。岩が多いため、この名がついた。アユ釣りが盛んに行われている。

## 地理
秋田市河辺（旧河辺町）と仙北市西木町（旧西木村）の境にある大石岳 (秋田県) を水源とする大又川として南西に流れ、鵜養（うやしない）で小又川、杉沢で杉沢川を合わせて岩見川となる。その後、岩見三内中央部で三内川を合わせ、さらに和田付近で神内川や梵字川を合わせて秋田平野で雄物川へ合流する。
江戸時代に仁井田堰が作られた際には、灌漑のためこの川から水が引かれた。古くからたびたび洪水を起こす川だったが、1979年（昭和54年）の岩見ダムの建設により軽減されるようになった。しかしなお、水害は発生している状況にあり、2023年（令和5年）7月の豪雨では堤防が決壊する被害が出た。

## 交通
江戸時代から大正時代の末頃まで川舟による水運が盛んで、岩見三内地域の木炭、岩見川流域の米や玉石が秋田方面に運ばれた。岩見川の奥地では木材を山元から冬そりで谷川に運び、沢をせき止めた「留（とめ）」に貯めておき、雪解けで水量が増える春にそれを切って下流に流す木材輸送が行われた。

## 自然
上流部ではイワナやヤマメなど、中下流部ではアユ、マス、サケなどがみられたが、河川改修やコンクリート頭首工などの影響で減少した。大正時代まで鵜飼いが行われていたほか、ウ（鵜）の羽に似せた柳の枝葉を使う鵜縄漁も行われていた。